# Christian Mauduit (mathématicien)
Pour les articles homonymes, voir Christian Mauduit (athlétisme) et Mauduit.
Christian Mauduit [cʁistjɑ̃ modɥi], né à Marseille le 10 novembre 1959 et mort d'une crise cardiaque dans la même ville le 13 août 2019,, est un chercheur français en mathématiques.
Il est notamment connu pour ses travaux à l'intersection de la théorie des nombres, de la théorie ergodique sur les systèmes dynamiques, et de la combinatoire.
Il a également eu une activité importante en vulgarisation scientifique.

## Formation et carrière
Après avoir obtenu un diplôme d'ingénieur civil de l'École des Mines de Saint-Étienne et été reçu à l'agrégation de mathématiques, Christian Mauduit prépare une thèse sous la direction de Gérard Rauzy sur la répartition modulo un dans les suites automatiques, qu'il soutient en 1986 à l'université d'Aix-Marseille II (faculté des sciences de Luminy).
Il obtient un poste de chargé de recherche au CNRS en 1986 mais, à la suite du blocage de ce concours, sa nomination n'est effective que l'année suivante. Entre-temps, il est chercheur associé au centre scientifique d'IBM à Paris. En 1990, il obtient un poste de professeur à l'université de Lyon I, puis revient à l'université d'Aix-Marseille II en 1993, au sein du Laboratoire de mathématiques discrètes nouvellement créé à Luminy par Gérard Rauzy.

## Travaux scientifiques
Christian Mauduit a principalement travaillé en théorie des nombres, notamment sur ses aspects analytiques, probabilistes et additifs.
Nombre de ses travaux portent sur des questions d'équidistribution
dans des suites, telle la suite de Prouhet-Thue-Morse et la suite de Rudin-Shapiro,
de suites à discrépance faible, d'écriture de nombres en différentes bases (nombres normaux,  motif inévitable). Les sommes exponentielles et la théorie des cribles sont des outils qui jouent un rôle majeur dans sa recherche, et via lesquels il a amélioré de nombreuses bornes de théorie des nombres.
La base de données de publications mathématiques MathSciNet indique qu'il a publié plus d'une centaine d'articles  avec 44 coauteurs, parmi lesquels
Rudolf Ahlswede,
Noga Alon,
Michael Drmota,
Paul Erdős,
Étienne Fouvry,
Yoshiharu Kohayakawa,
Sergueï Koniaguine,
Mariusz Lemańczyk (en),
Hugh Montgomery,
Carlos Gustavo Moreira,
Harald Niederreiter,
Carl Pomerance,
Joël Rivat,
Vojtěch Rödl,
András Sárközy.
Christian Mauduit a notamment eu une intense collaboration avec András Sárközy (42 articles), ainsi qu'avec Joël Rivat (22 articles), avec lequel il a notamment prouvé une conjecture de Gelfond,: il y a en moyenne autant de nombres premiers dont la somme des chiffres en base b est paire que de nombres premiers pour lesquels elle est impaire.
On notera qu'il a maintenu une tradition en voie de disparition : une trentaine de ses articles dans des revues internationales de premier plan ont été publiés en français. Il a également coécrit divers articles de vulgarisation scientifique, ainsi qu'un ouvrage scolaire, et il était membre du collectif Pytheas Fogg, pseudonyme utilisé pour la publication de plusieurs publications liées à la combinatoire des mots et aux systèmes dynamiques afférents.

## Vulgarisation scientifique
Après avoir développé durant les années 90 plusieurs ateliers de recherche pour des collégiens ou lycéens, notamment via les associations MATh.en.JEANS et des stages Passion Recherche du CNRS, il introduit en 1997 un cours baptisé MATh.en.JEANS dans la formation des étudiants de premier cycle universitaire,
consacré à l'épistémologie, l'histoire des sciences, la vulgarisation scientifique, et l'apprentissage des activités de recherche.
En 2004, avec quelques collègues, il étend aux mathématiques un programme de vulgarisation scientifique (lancée par Constance Hammond, de l'institut de neurobiologie de la Méditerranée, et des biologistes de l'INSERM)
baptisé « Hippocampe »: il s'agit de stages de trois jours destinés à la formation au débat scientifique, à la recherche par l'expérimentation. Des centaines de classes ont depuis bénéficié de ces stages, ainsi que des stagiaires de l'École de la deuxième chance. L'initiative a été reprise dans d'autres universités françaises, au Brésil et en Tunisie,.
Christian Mauduit dirige l'Institut de recherche sur l'enseignement des mathématiques (IREM) d'Aix-Marseille de 2006 à 2011. Avec des collègues mathématiciens et des membres de la société civile, il crée en 1993 l'association Maths Pour Tous, dont il est le premier président. Cette association touche chaque année un public de plusieurs milliers de personnes, au travers d'animations scientifiques lors de grands événements annuels comme la Fête de la science, ainsi que par des actions plus récurrentes, souvent en collaboration avec l'IREM, comme le Forum des mathématiques, le Souk des sciences, le concours Faites de la science. Il a également été depuis 2008 membre du comité scientifique des Rencontres Internationales Sciences et Cinéma, organisé par l'association Polly Maggoo.
Il a par ailleurs été membre du conseil d'administration de la Société mathématique de France de 1990 à 1993 et de 2004 à 2007, et, pendant des années, l'un des responsables scientifiques du CIMPA (le Centre international de mathématiques pures et appliquées), une association loi de 1901, fondée en France en 1978, dont la mission est de promouvoir la recherche en mathématiques dans les pays en développement, et qui organise chaque année une vingtaine d'écoles d'été à travers le monde.

## Récompenses
Christian Mauduit a obtenu la médaille de bronze du CNRS en mathématiques en 1990
et les Palmes académiques en 2018.
Il est nommé professeur honoraire de l'université de Wuhan en 1997
et obtient la médaille de l’université de Sfax en 2007.
Il est nommé membre de l'Institut universitaire de France en 2014.
Par ailleurs, l'association Maths Pour Tous, dont il fut le président fondateur, a obtenu en 2014 le prix d'Alembert de la Société mathématique de France.

## Publications (sélection)
Livres et éditions
- (en) N. Pytheas Fogg (auteur), Valérie Berthé, Sébastien Ferenczi, Christian Mauduit et Anne Siegel (éditeurs), Substitutions in dynamics, arithmetics and combinatorics, Berlin/Heidelberg/New York, Springer, coll. « Lecture Notes in Mathematics » (no 1794), 2002, 402 p. (ISBN 3-540-44141-7, zbMATH 1014.11015).
- Christian Mauduit et Philippe Tchamitchian, Mathématiques, Messidor La Farandole, 1990, 120 p.

Articles
- Noga Alon, Yoshiharu Kohayakawa, Christian Mauduit, Carlos Gustavo T. de A. Moreira et Vojtěch Rödl, « Measures of pseudorandomness for finite sequences: typical values », Proceedings of the London Mathematical Society, vol. 95,‎ 2007, p. 775-812
- Pierre Arnoux, Christian Mauduit, Iekata Shiokawa et Jun-ichi Tamura, « Complexity of sequences defined by billiard in the cube », Bulletin de la Société Mathématique de France, vol. 122, no 1,‎ 1994, p. 1-12 (lire en ligne)
- Laurent Beddou et Christian Mauduit, « Research as a method of teaching mathematics. », In Science and Mathematics Teaching for the Information Society,‎ 2001
- Julien Cassaigne, Sébastien Ferenczi, Christian Mauduit, Joël Rivat et András Sárközy, « On finite pseudorandom binary sequences. IV. The Liouville function. I », Acta Arithmetica, vol. 87, no 4,‎ 1999, p. 367-390 (DOI 10.4064/aa-95-4-343-359)
- Michael Drmota, Christian Mauduit et Joël Rivat, « Normality along squares », Journal of the European Mathematical Society, vol. 21, no 2,‎ 2019, p. 507-548 (lire en ligne, consulté le 18 août 2019)
- Paul Erdős, Christian Mauduit et András Sárközy, « On arithmetic properties of integers with missing digits. I. Distribution in residue classes », Journal of Number Theory, vol. 70, no 2,‎ 1998, p. 99-120 (DOI 10.1006/jnth.1998.2229)
- Étienne Fouvry et Christian Mauduit, « Sommes des chiffres et nombres presque premiers », Mathematische Annalen, vol. 305, no 3,‎ 1996, p. 571-599 (DOI 10.1007/BF01444238)
- Christian Mauduit et Joël Rivat, « Sur un problème de Gelfond: la somme des chiffres des nombres premiers », Annals of Mathematics. Second Series., vol. 171, no 3,‎ 2010, p. 1591--1646 (DOI 10.4007/annals.2010.171.1591)

## Articles liés
- András Sárközy
- Théorie analytique des nombres
- Théorie additive des nombres
- Somme exponentielle
- Théorie des cribles